# Fernando Carvalho (dirigente esportivo)
Fernando Chagas Carvalho Neto (Porto Alegre, 1.º de novembro de 1952) é um advogado brasileiro, ex-presidente e dirigente esportivo do Sport Club Internacional e Cidadão Honorário de Porto Alegre. Trabalhou como comentarista esportivo no programa Sala de Redação da Rádio Gaúcha, de Porto Alegre e também foi presidente do Sport Club Internacional. 

## Biografia
Vindo de uma tradicional família, Fernando é bisneto do barão de Candiota (Luís Gonçalves das Chagas), nobre do Império e um dos maiores estancieiros do Rio Grande do Sul no século XIX.
Como presidente do Sport Club Internacional, transformou-o em um clube mundialmente reconhecido. Teve como glórias máximas de sua gestão os títulos da Copa Libertadores da América de 2006 e do Mundial de Clubes da FIFA 2006. Também era dirigente num dos episódios mais dolorosos de seu clube: a derrota para o Mazembe, no  Mundial de Clubes da FIFA 2010. Fernando Carvalho antes de ser presidente do Inter esteve em diversos setores do clube, iniciando em 1982. Nessa trajetória no clube, destaca-se o fato de ele ter sido o primeiro presidente a ser eleito pelo voto direto dos associados. 
Ainda foram conquistados os Vice-Campeonatos Brasileiros de 2005 e de 2006, e o Vice-Campeonato Gaúcho de 2006.
Além de presidente, também foi vice-presidente de futebol a partir de 2007, exercendo-a até 3 de janeiro de 2011.
Em dezembro de 2009, por iniciativa do radialista e então vereador Haroldo de Souza, recebeu o título de Cidadão Emérito de Porto Alegre, pela Câmara Municipal de Porto Alegre.
Após a demissão de Kenny Braga do programa Sala de Redação da Rádio Gaúcha, em 11 de novembro de 2014, Fernando foi anunciado como novo integrante do programa.

## Títulos

### Como presidente do Internacional
- Campeonato Gaúcho: 2002, 2003, 2004 e 2005
- Copa Libertadores da América: 2006
- Copa do Mundo de Clubes da FIFA: 2006

### Como vice-presidente de futebol do Internacional
- Recopa Sul-Americana: 2007
- Copa Dubai: 2008
- Campeonato Gaúcho: 2008 e 2009
- Copa Sul-Americana: 2008
- Copa Suruga Bank: 2009
- Copa Libertadores da América: 2010

 Título conquistado de forma invicta.